# Ousmane Sanou
Ousmane Sanou (Bobo-Dioulasso, 11 maart 1978) is een Burkinees voormalig profvoetballer die als aanvaller speelde.

## Carrière
Ousmane Sanou maakte zijn debuut als profvoetballer bij Willem II in Tilburg. Hoewel hij in zijn carrière de meeste wedstrijden speelde voor de Tilburgers heeft hij daar nooit een basisplaats kunnen veroveren. De concurrentie was groot, van met name Mariano Bombarda. Bij Willem II maakte hij deel uit van de succesformatie onder leiding van Co Adriaanse die eerst UEFA-cupvoetbal wist te halen en het jaar daarop zelfs de Champions League. Persoonlijk hoogtepunt voor Sanou in die Champions League-campagne moet zijn gelijkmakende doelpunt (2-2) in het met 3-2 verloren duel bij FC Girondins de Bordeaux zijn geweest.

In de winter van 2001 kwam er een einde aan de Willem II-carrière van de Burkinees. Hij ging spelen voor Sparta. Na anderhalf jaar niet opvallen vertrok hij naar FC Eindhoven. Hoewel hij in dat jaar het meeste scoorde van zijn carrière, 7 doelpunten, werd zijn contract niet verlengd. Via een jaar bij amateurclub Kozakken Boys, een jaar KV Turnhout, anderhalf jaar Berchem Sport en een jaar TOP Oss is hij bij VV UNA beland. Sanou keerde terug naar België, naar VC Herentals.
Tussen 1995 en 2002 speelde hij 21 keer voor het Burkinees voetbalelftal waarbij hij vier doelpunten maakte. Hij vertegenwoordigde zijn land onder andere op de African Cup of Nations 1996, 1998 en 2000.
In 2012 begon hij samen met Mamadou Zongo en Rahim Ouédraogo een voetbalschool in Bama; Rahimo FC.